# Stige (Oceanina)
Stige (in greco antico: Στύξ?, Stýx) è un personaggio della mitologia greca, figlia di Oceano e Teti.
Stige era la dea dell'omonimo fiume infero, lo Stige, su cui gli dei olimpi compivano i loro giuramenti, bevendone le acque.

## Genealogia
Stige sposò il titano Pallante e da lui ebbe Nike, Cratos, Bia e Zelos. 

Nike è la simbolizzazione della Vittoria, Cratos è il Potere, Bia personifica la Violenza e Zelos l'Ardore.

## Mitologia
Secondo Le metamorfosi di Ovidio era la più anziana delle Oceanine e anche Esiodo la riconosce come "la più illustre" tra di esse ed è l'unica che presiede un fiume, lo Stige infernale, del quale ha il compito di custodirne le acque.
Unitasi al titano Pallante generò Nike (la Vittoria), Zelos (l'Ardore), Bia (la Forza) e Cratos (la Potenza); pur appartenendo alla stirpe dei Titani, Stige si alleò con Zeus e gli Olimpi nella loro guerra contro quelle divinità primordiali, facendo affiancare i propri possenti figli a quello che sarebbe poi diventato il re degli Dei.
Per ringraziarla in seguito Zeus la ricompensò con il grande onore che gli Dei avrebbero giurato sulle sue acque, bevendole e se il dio affermava il vero, non avrebbe subito alcuna conseguenza, ma se giurava il falso, sarebbe stato colpito da una sorta di "stupore" doloroso che l'avrebbe paralizzato per un certo periodo. 

Le acque di Stige erano invece mortali se bevute dagli uomini comuni.
Secondo Apollodoro Stige ha generato assieme al suo amante Zeus, la dea dell'oltretomba Persefone e il loro rapporto amoroso e procreativo avvenne dopo la sconfitta dei Titani, durante la Titanomachia.
Le ninfe stigie sono protagoniste anche nel mito di Perseo poiché custodivano gli oggetti necessari all'eroe per effettuare la sua impresa, ma dato che erano invisibili e introvabili Perseo per raggiungerle dovette cercare delle informazioni sul loro conto presso le Graie.